# Minyas
In der Griechischen Mythologie war Minyas (altgriechisch Μινύας Minýas) der Gründer der antiken Stadt Orchomenos in Böotien und Stammvater der Minyer.
Seine verwirrende Genealogie nennt ihn mal als Enkel des Zeus, mal als Enkel oder Sohn des Poseidon. Auch ist er entweder Sohn oder Vater oder Bruder des Orchomenos. Homer kannte ihn noch nicht, bezeichnete aber Orchomenos als Sitz des Königs Amphion als minyisch.
Er hatte eine Tochter Persephone, die aber auch als Klymene überliefert ist, Mit Iolkos in Thessalien ist Minyas über die Argonautensage verbunden. Er galt dort als Ahnherr der minyischen Argonauten.
Pausanias erwähnt bei seiner Beschreibung der Stadt Orchomenos Minyas' Grab und Schatzhaus, das man im mykenischen Kuppelgrab von Orchomenos wiedererkennt.